# Малки Цалим
Ма̀лки Ца̀лим е село в Югозападна България. То се намира в община Сандански, област Благоевград.

## География
Селото граничи с Голям Цалим и Бождово. Къщите в Малки Цалим са от типа родопска къща и 10 от тях са паметници на културата.

## История
Църквата „Свети Димитър“ е от втората половина на XIX век.
В „Етнография на вилаетите Адрианопол, Монастир и Салоника“, издадена в Константинопол в 1878 година и отразяваща статистиката на населението от 1873 година, Тимар Цалип (Timar tsalipe) е посочено като село с 30 домакинства и 110 българи, а Вакъф Цалип с 45 домакинства и 150 българи.
В 1891 година Георги Стрезов пише за селото:
| „ | Малки Цалим, на 1/4 ч. на И от Големи Цалим. Същата местност и същи поминък, както в по-горното село. Смесена църква; училище няма. 30 къщи само българе. | “ |

Към 1900 година според статистиката на Васил Кънчов („Македония. Етнография и статистика“) населението на Вакъвъ Цалимъ е 210 души, всички българи-християни, а на Тимаръ Цалимъ е 185 души, всички българи-християни.

## Население

### Етнически състав
Преброяване на населението през 2011 г.
Численост и дял на етническите групи според преброяването на населението през 2011 г.:
|                     | Численост |
| Общо                | 9         |
| Българи             | 9         |
| Турци               | -         |
| Цигани              | -         |
| Други               | -         |
| Не се самоопределят | -         |
| Неотговорили        | -         |

## Културни и природни забележителности
Близо до селото се намира пещера-черква „Свети Йоан Рилски“. Легендата гласи, че там е живял светецът, преди да бъде изгонен от местното население, което го е смятало за магьосник. Всяка година на 18 август, на това място, селата Голям и Малък Цалим правят курбан, на който има много песни, танци и се правят родови срещи.

## Личности
Родени в Малки Цалим
- Божин Велев (1896 – 1923), български политик, деец на БЗНС;
- Яне Янев (р. 1971), български политик